# GND
GND идентификатор или Gemeinsame Normdatei (немачки) — је међународна нормативна контрола личних (PND) и корпоративних (GKD) имена и ознака предмета (SWD) коју одржава Немачка национална библиотека (DNB) у сарадњи са другим регионалним мрежама немачког говорног подручја. Датотека је објављена под лиценцом Creative Commons нула (CC0).
У време представљања 5. априла 2012. године GND је држао 9.493.860 датотека, укључујући 2.650.000 персонализованих имена.

## Употреба базе података GND
Нормативна контрола нам омогућава да откријемо библиографске и нормативне податке и пронађемо сва ауторска дела под свим облицима имена под којима иста особа објављује. Зато што се понекад у публикацији појављује објављивање имена аутора (или псеудонима), што није идентично са именом које се најчешће појављује у његовим делима. GND идентификатор решава проблем потешкоћа у препознавању одређеног аутора узрокован чињеницом да се нека лична презимена могу формално променити, на пример, након венчања. Библиотечки каталог пружа преглед библиотечке грађе и организован је према његовој функцији, која произилази из специфичних потреба корисника. Задатак каталога библиотеке аутора је да на једном месту прикаже сва дела једног аутора, без обзира на име којим је потписао своје дело.